# Dovre
Dovre este o comună din provincia Innlandet, Norvegia.